# Campeonato Europeo de Ciclismo en Ruta de 2020
El V Campeonato Europeo de Ciclismo en Ruta se realizó en Plouay (Francia) entre el 24 y el 28 de agosto de 2020, bajo la organización de la Unión Europea de Ciclismo (UEC) y la Federación Francesa de Ciclismo.
Inicialmente el campeonato iba a ser realizado en la localidad italiana de Trento entre el 9 y el 13 de septiembre; sin embargo, debido a la pandemia de enfermedad por COVID-19, primero la UEC planeó posponerlo para 2021, y después decidió mantenerlo en 2020 pero cambiando la sede a la ciudad francesa de Plouay.
El campeonato constó de carreras en las especialidades de contrarreloj y de ruta, en las divisiones élite masculino, élite femenino, femenino sub-23, masculino sub-23, júnior femenino y júnior masculino; además se disputó una contrarreloj por relevos mixtos. En total se otorgaron nueve títulos de campeón europeo en las divisiones élite y sub-23, y cuatro en la categoría júnior.

## Programa
El programa de competiciones es el siguiente:
| Día          | Prueba                          | Trayecto | Distancia (km) | Ganador                                |
| ------------ | ------------------------------- | -------- | -------------- | -------------------------------------- |
| Contrarreloj |                                 |          |                |                                        |
| 24 de agosto | Contrarreloj júnior femenina    | Plouay   | 25,6           | Elise Uijen · ( Países Bajos)          |
| 24 de agosto | Contrarreloj júnior masculina   | Plouay   | 25,6           | Mathias Vacek · ( República Checa)     |
| 24 de agosto | Contrarreloj sub-23 femenina    | Plouay   | 25,6           | Hannah Ludwig · ( Alemania)            |
| 24 de agosto | Contrarreloj sub-23 masculina   | Plouay   | 25,6           | Andreas Leknessund · ( Noruega)        |
| 24 de agosto | Contrarreloj élite femenina     | Plouay   | 25,6           | Anna van der Breggen · ( Países Bajos) |
| 24 de agosto | Contrarreloj élite masculina    | Plouay   | 25,6           | Stefan Küng · ( Suiza)                 |
| 28 de agosto | Contrarreloj por relevos mixtos | Plouay   | 54,6           | Alemania                               |
| Ruta         |                                 |          |                |                                        |
| 26 de agosto | Ruta sub-23 femenina            | Plouay   | 81,9           | Elisa Balsamo · ( Italia)              |
| 26 de agosto | Ruta élite masculina            | Plouay   | 177,45         | Giacomo Nizzolo · ( Italia)            |
| 27 de agosto | Ruta sub-23 masculina           | Plouay   | 136,5          | Jonas Hvideberg · ( Noruega)           |
| 27 de agosto | Ruta élite femenina             | Plouay   | 109,2          | Annemiek van Vleuten · ( Países Bajos) |
| 28 de agosto | Ruta júnior femenina            | Plouay   | 68,25          | Eleonora Gasparrini · ( Italia)        |
| 28 de agosto | Ruta júnior masculina           | Plouay   | 109,2          | Kasper Andersen ( Dinamarca)           |

1. ↑  Circuito de 13,65 km – 2 vueltas los hombres y 2 vueltas las mujeres.
2. ↑  Circuito de 13,65 km – 6 vueltas.
3. ↑  Circuito de 13,65 km – 13 vueltas.
4. ↑  Circuito de 13,65 km – 10 vueltas.
5. ↑  Circuito de 13,65 km – 8 vueltas.
6. ↑  Circuito de 13,65 km – 5 vueltas.
7. ↑  Circuito de 13,65 km – 8 vueltas.

## Resultados élite y sub-23

### Masculino
- Contrarreloj individual

| Puesto | Ciclista           | País    | Tiempo   |
| ------ | ------------------ | ------- | -------- |
| Oro    | Stefan Küng        | Suiza   | 30:18,11 |
| Plata  | Rémi Cavagna       | Francia | 30:35,22 |
| Bronce | Victor Campenaerts | Bélgica | 30:39,42 |

- Ruta

| Puesto | Ciclista         | País     | Tiempo  |
| ------ | ---------------- | -------- | ------- |
| Oro    | Giacomo Nizzolo  | Italia   | 4:12:23 |
| Plata  | Arnaud Démare    | Francia  | 4:12:23 |
| Bronce | Pascal Ackermann | Alemania | 4:12:23 |

### Femenino
- Contrarreloj individual

| Puesto | Ciclista             | País         | Tiempo   |
| ------ | -------------------- | ------------ | -------- |
| Oro    | Anna van der Breggen | Países Bajos | 34:03,92 |
| Plata  | Ellen van Dijk       | Países Bajos | 34:34,17 |
| Bronce | Marlen Reusser       | Suiza        | 35:02,97 |

- Ruta

| Puesto | Ciclista             | País         | Tiempo  |
| ------ | -------------------- | ------------ | ------- |
| Oro    | Annemiek van Vleuten | Países Bajos | 2:50:46 |
| Plata  | Elisa Longo Borghini | Italia       | 2:50:46 |
| Bronce | Katarzyna Niewiadoma | Polonia      | 2:50:51 |

### Masculino sub-23
- Contrarreloj individual

| Puesto | Ciclista           | País    | Tiempo   |
| ------ | ------------------ | ------- | -------- |
| Oro    | Andreas Leknessund | Noruega | 30:58,09 |
| Plata  | Stefan Bissegger   | Suiza   | 31:21,90 |
| Bronce | Ilan Van Wilder    | Bélgica | 31:26,73 |

- Ruta

| Puesto | Ciclista        | País            | Tiempo  |
| ------ | --------------- | --------------- | ------- |
| Oro    | Jonas Hvideberg | Noruega         | 3:11:17 |
| Plata  | Anthon Charmig  | Dinamarca       | 3:11:17 |
| Bronce | Vojtěch Řepa    | República Checa | 3:11:19 |

### Femenino sub-23
- Contrarreloj individual

| Puesto | Ciclista        | País     | Tiempo   |
| ------ | --------------- | -------- | -------- |
| Oro    | Hannah Ludwig   | Alemania | 35:53,29 |
| Plata  | Franziska Koch  | Alemania | 36:17,68 |
| Bronce | Marta Jaskulska | Polonia  | 37:11,65 |

- Ruta

| Puesto | Ciclista       | País         | Tiempo  |
| ------ | -------------- | ------------ | ------- |
| Oro    | Elisa Balsamo  | Italia       | 2:15:27 |
| Plata  | Lonneke Uneken | Países Bajos | 2:15:27 |
| Bronce | Emma Jørgensen | Dinamarca    | 2:15:27 |

### Mixto
- Contrarreloj por relevos

| Puesto | Ciclistas                                                                                       | País     | Tiempo  |
| ------ | ----------------------------------------------------------------------------------------------- | -------- | ------- |
| Oro    | Miguel Heidemann Justin Wolf Michel Heßmann Lisa Brennauer Mieke Kröger Lisa Klein              | Alemania | 1:14:16 |
| Plata  | Claudio Imhof Stefan Bissegger Robin Froidevaux Kathrin Stirnemann Marlen Reusser Elise Chabbey | Suiza    | 1:14:40 |
| Bronce | Liam Bertazzo Edoardo Affini Davide Plebani Vittoria Bussi Elena Cecchini Vittoria Guazzini     | Italia   | 1:16:49 |

### Medallero
| Núm. | País            | Oro | Plata | Bronce | Total |
| ---- | --------------- | --- | ----- | ------ | ----- |
| 1    | Países Bajos    | 2   | 2     | 0      | 4     |
| 2    | Alemania        | 2   | 1     | 1      | 4     |
| 2    | Italia          | 2   | 1     | 1      | 4     |
| 4    | Noruega         | 2   | 0     | 0      | 2     |
| 5    | Suiza           | 1   | 2     | 1      | 4     |
| 6    | Francia         | 0   | 2     | 0      | 2     |
| 7    | Dinamarca       | 0   | 1     | 1      | 2     |
| 8    | Bélgica         | 0   | 0     | 2      | 2     |
| 8    | Polonia         | 0   | 0     | 2      | 2     |
| 9    | República Checa | 0   | 0     | 1      | 1     |
|      | TOTAL           | 9   | 9     | 9      | 27    |

## Resultados categoría júnior

### Júnior masculino
- Contrarreloj individual

| Puesto | Ciclista       | País            | Tiempo   |
| ------ | -------------- | --------------- | -------- |
| Oro    | Mathias Vacek  | República Checa | 32:39,13 |
| Plata  | Marco Brenner  | Alemania        | 32:42,62 |
| Bronce | Lorenzo Milesi | Italia          | 32:56,24 |

- Ruta

| Puesto | Ciclista        | País            | Tiempo  |
| ------ | --------------- | --------------- | ------- |
| Oro    | Kasper Andersen | Dinamarca       | 2:38:28 |
| Plata  | Pavel Bittner   | República Checa | 2:38:28 |
| Bronce | Arnaud De Lie   | Bélgica         | 2:38:28 |

### Júnior femenino
- Contrarreloj individual

| Puesto | Ciclista          | País         | Tiempo   |
| ------ | ----------------- | ------------ | -------- |
| Oro    | Elise Uijen       | Países Bajos | 37:24,87 |
| Plata  | Maeva Squiban     | Francia      | 38:25,07 |
| Bronce | Carlotta Cipressi | Italia       | 38:52,74 |

- Ruta

| Puesto | Ciclista                    | País    | Tiempo  |
| ------ | --------------------------- | ------- | ------- |
| Oro    | Eleonara Camilla Gasparrini | Italia  | 1:54:22 |
| Plata  | Marith Vanhove              | Bélgica | 1:54:22 |
| Bronce | Katrijn De Clercq           | Bélgica | 1:54:22 |

### Medallero
| Núm. | País            | Oro | Plata | Bronce | Total |
| ---- | --------------- | --- | ----- | ------ | ----- |
| 1    | Italia          | 1   | 0     | 2      | 3     |
| 2    | República Checa | 1   | 1     | 0      | 2     |
| 3    | Países Bajos    | 1   | 0     | 0      | 1     |
| 3    | Dinamarca       | 1   | 0     | 0      | 1     |
| 5    | Bélgica         | 0   | 1     | 2      | 3     |
| 6    | Alemania        | 0   | 1     | 0      | 1     |
| 6    | Francia         | 0   | 1     | 0      | 1     |
|      | TOTAL           | 4   | 4     | 4      | 12    |